# Поярков, Николай Ефимович
Николай Ефимович Поярков (1877—1918) — поэт, прозаик и критик.

## Биография
Родился в семье тульского священника Евфимия Андреевича Пояркова (из духовного звания был и дед Пояркова), по линии матери, Евдокии Ивановны, урождённой Пречистенской. В начале 1860-х годов семья переселилась на Кавказ. Поярков учился в Ставропольском духовном училище (1886—1891), откуда перешёл в Ставропольскую духовную семинарию, из последнего 6-го класса которой был исключён за организацию кружков для самообразования и чтение «вольнодумных» книг. С 15-летнего возраста увлекался Н. А. Некрасовым, Д. И. Писаревым, Н. А. Добролюбовым, Г. Успенским, народничеством, но позднее развивался «в сторону эстетизма и декадентства». В автобиографии Поярков упоминает о годе «солдатщины» после своего изгнания из семинарии. Написал ряд статей, а также корреспонденций для газет «Северный Кавказ», петербургских «Северного края» и «Недели» (1898—1900).
После 1900 года Поярков уехал в Париж, где встретился с социологом М. М. Ковалевским и стал его секретарём; в этом качестве много ездил с ним по разным странам, записывал его лекции. Встречался с В. И. Лениным и Г. В. Плехановым. Заинтересовавшись модернистскими течениями в литературе, начал изучать историю символизма. Ввернулся в Россию осенью 1903 года, поступил на работу в Московскую городскую управу; завязал знакомства в московских литературных кругах, часто посещал редакцию «Скорпиона», вошёл в окружение С. Кречетова, принял участие в подготовке 1-го выпуска альманаха издательства «Гриф» (1903). В это время судьба Пояркова круто изменилась, он тяжело заболел (срастание всех суставов ног, правой руки и позвоночника), и начались его непрерывные скитания по больницам. Несмотря на мучительную болезнь, Поярков не оставил литературу, он писал лёжа, левой рукой. В 1906 году в Москве вышел первый сборник стихов Пояркова «Солнечные песни. 1903—1905 гг.».
В историю литературы Поярков вошёл скорее не как автор стихов, а книгой критических этюдов «Поэты наших дней» (М., 1907) , в которой он первым попытался дать характеристику состояния новейшей поэзии, исследуя творчество Бальмонта, Брюсова, А. Белого, Блока, Д. С. Мережковского, Вяч. Иванова, Ф. Сологуба и др. Летом 1907 года Поярков перенёс в Крыму тяжелейшую, пятую по счёту, операцию — поломку всех суставов; здоровье
его улучшилось, он вернулся в Москву и продолжал много работать. Редактировал литературно-художественный сборник «Юность», после выпуска первых
двух номеров преобразованный в двухнедельный журнал (вышли три номера 1907; опубликовал в нём среди других своих произведений очерк «Молодые искатели» — попытка критического анализа характерных для его литературной современности стилевых и тематических новаций), участвовал в ряде альманахов и сборников: «Белый камень» (1907), «Кристалл» (1908), «Корона» (1908), «Женщина» (1910), «Грех» (1911), «Гриф. 1903—1913» (1914), в Харьковской газете «Утро» регулярно помещал свои «Критические этюды» о «новинках книжных витрин» (с 18 ноября 1907 года по 16 марта 1908 года). В 1909 году вышел сборник Пояркова «Рассказы».
После начала 1-й мировой войны сестра-сиделка М. И. Парфёнова, находившаяся при нём с 1904 года, вывезла Пояркова в Екатеринодар, где он быстро вошёл в местную литературную среду; вокруг больного писателя сформировался литературный кружок, литературную работу Поярков не прерывал до самой смерти. Умер 10 сентября 1918 года. Похоронен в подвале церкви великомученицы Екатерины.